# Puschkin Vodka
Puschkin Vodka ist eine Wodkamarke des deutschen Spirituosenkonzerns Berentzen-Gruppe.
Benannt ist er nach dem russischen Nationaldichter Alexander Puschkin. Die Marke hat jedoch keinen russischen Ursprung, sondern wurde lediglich aus marketingstrategischen Gründen mit einem russischen Namen versehen. Ursprünglicher Produzent war das Unternehmen König in Steinhagen, das 1990 in den Besitz der Berentzen-Gruppe überging. Puschkin ist die zweitgrößte deutsche Wodkamarke nach Wodka Gorbatschow.
Neben der puren Variante werden folgende Fertigmischungen angeboten:
- Puschkin Black Berries (Geschmack schwarzer Beeren und der „sibirischen Steppenwurzel“)
- Puschkin Red (Blutorangengeschmack)
- Puschkin Time Warp (Geschmack exotischer Früchte, Zusätze von Koffein und Taurin)
- Puschkin White (Grapefruitgeschmack)

Hergestellt wird der Wodka aus einer Rohstoffbasis von Getreide, Kartoffeln und Melasse.

## Weblink
- Markenhomepage des Herstellers